# فدرال کورپوریشن
فدرال کورپوریشن (انگلیسی: Federal Corporation) شرکت خودروسازی تایوانی است، که در سال ۱۹۵۴ تأسیس شد.